# Yonkers-Marathon

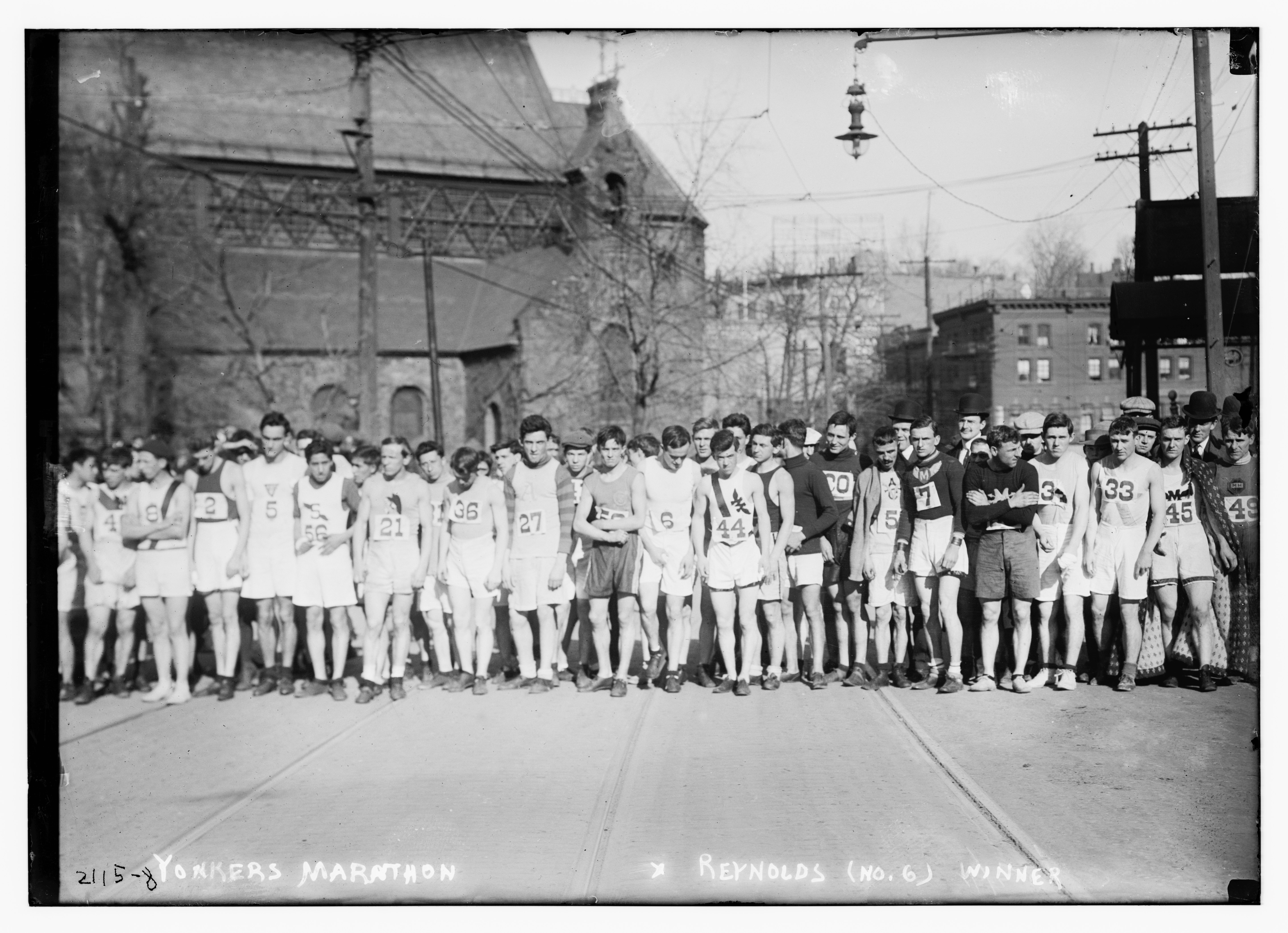
Yonkers-Marathon

Der Yonkers-Marathon ist ein Marathonlauf, der üblicherweise am dritten Sonntag im September in Yonkers stattfindet. Er ist nach dem Boston-Marathon der zweitälteste bis in die Gegenwart regelmäßig ausgetragene Marathonlauf weltweit und mit 89 Veranstaltungen (Stand 4. September 2015) auch die weltweit zweithäufigste Marathonveranstaltung.

## Strecke
Der Yonkers-Marathon ist aktuell ein zweimal zu durchlaufender Rundkurs von Yonkers (Start und Ziel) entlang des Hudson River nordwärts nach Hastings-on-Hudson, danach auf einer Hauptverbindungsstraße zurück und über Yonkers hinaus bis an die Stadtgrenze zu New York City, wo die Strecke wieder nordwärts zum Ausgangspunkt abbiegt. Seit der Einführung von zwei Laufrunden wird auch ein Halbmarathon angeboten.
Die Strecke ist sehr hügelig und verfügt pro Runde über einen Höhenunterschied von annähernd 150 Meter (für den Marathon 300 Meter). Mit Ausnahme weniger Kilometer entlang des Hudson River führt die Strecke ausschließlich durch monotone Wohnsiedlungen und ausgedehnte Industriezonen. Der Lauf wird auf öffentlichen Straßen ausgetragen, die für den Verkehr nicht gesperrt werden. Diese Streckencharakteristik ist mit dafür verantwortlich, dass der Lauf aktuell nur annähernd 200 Teilnehmer vermeldet.

## Geschichte
Zwischen 1900 und 1910 war Yonkers eine aufstrebende Einwanderermetropole an der nördlichen Stadtgrenze zu New York City. Die fast ausschließlich aus Europa stammenden Einwanderer gründeten eine Vielzahl von Sportvereinen, um sich in traditioneller Verbundenheit mit ihrer Heimat darzustellen. Der Mercury Athletic Club bestand vorwiegend aus laufbegeisterten Mitgliedern. Mit Hilfe der Yonkers Daily News veranstaltete der Club am Thanksgiving Day, dem 28. November 1907, den ersten Yonkers-Marathon. Bis 1945 war, mit wenigen Ausnahmen, Thanksgiving als Tag des Marathonlaufs vorgesehen. Erster Sieger im Jahr 1907 war John Hayes, der ein Jahr später bei den Olympischen Sommerspielen 1908 in London den Marathonlauf gewinnen sollte.
Der zweite Lauf im Jahr 1908 hatte bereits 145 Teilnehmer, von denen annähernd die Hälfte das Ziel erreichten und von 20.000 Zuschauern bejubelt wurden, die teilweise zwischen den Läufern umhersprangen, was zu chaotischen Zuständen führte. Dieser unerwartet große Erfolg führte dazu, dass man zeitweise den Marathonlauf als Vergnügungsveranstaltung ansah.
Am 1. Januar 1909 richtete die Yonkers Amusement Company auf der Strecke des Yonkers-Marathon einen eigenen Marathonlauf aus, der zu einem Debakel wurde. Bei diesem von den Organisatoren des Yonkers-Marathon nicht zur Veranstaltungsserie gezählten Lauf feuerten 10.000 Zuschauer an der Strecke ihre jeweiligen Favoriten stürmisch an, dabei betraten sie die nicht abgesperrte Strecke. Die Polizei versuchte das Chaos zu ordnen, machte aber keinen Unterschied zwischen Zuschauern und Offiziellen, die letztendlich die Kontrolle über das Rennen verloren. Nachdem 7 Läufer das Ziel überquert hatten, wurde der Lauf schließlich abgebrochen. Der Lauf hatte noch eine weitere Kuriosität zu bieten. Der als Sieger gewertete Robert Fowler wird bis in die Gegenwart von der Internationalen Leichtathletik-Föderation, International Association of Athletics Federations (IAAF), in einer Liste der Weltbestzeiten mit seiner Siegerzeit von 2:52:45,4 h als zwischenzeitlich weltbester Marathonläufer geführt. Es gibt jedoch Bedenken, ob man tatsächlich bei dem Lauf die übliche Streckenlänge von 26 Meilen um 385 Yards verlängert hatte.
Von 1910 bis 1917 verkürzte man die Strecke auf 25 Meilen (40 km). Von 1918 bis 1934 wurde der Yonkers-Marathon nicht durchgeführt. Erst 1935 wurde der Lauf mit der Standardlänge eines Marathonlaufs von 42,195 km wieder aufgenommen und bis in die Gegenwart ausgetragen. Einzige Ausnahme war die für den 16. September 2001 vorgesehene Veranstaltung, die wegen der fünf Tage zuvor verübten Terroranschläge am 11. September 2001 abgesagt wurde.
Von 1955 bis 1960 hatte man die Streckenführung leicht geändert und nachträglich festgestellt, dass die Strecke annähernd 200 Meter zu kurz war.
1970 nahm die erste Frau am Yonkers-Marathon teil, die wegen des allgemeinen Startverbots für Frauen jedoch nur inoffiziell gewertet wurde. Seit 1972 war der Lauf dann offiziell auch für Frauen zugänglich.
Von 1938 bis 1966 war der Yonkers-Marathon ununterbrochen Austragungsort der offiziellen US-amerikanischen Marathonmeisterschaften, wobei der Lauf 1948 zwar den Namen der Veranstaltung trug, aber in Queens ausgetragen wurde. Mit einer weiteren Austragung der Meisterschaft im Jahr 1974 ist der Yonkers-Marathon mit 30 Meisterschaftsläufen die Veranstaltung mit den häufigsten Meisterschaften in den Vereinigten Staaten.
Der Yonkers-Marathon der Jahre 1947, 1951, 1952, 1956, 1960 und 1964 war jeweils ein Qualifikationslauf zur Ermittlung der US-Teilnehmer am olympischen Marathonlauf (US Olympic Trials).

## Besonderheiten
- Der für Thanksgiving 1912 vorgesehene Lauf wurde wegen schlechten Wetters auf Mai 1913 verlegt. Der reguläre Lauf im November 1913 wurde deshalb auf 15 Meilen (24 km) verkürzt.
- Den Rekord der häufigsten Teilnahmen hält ein Läufer aus New York City mit 44 Läufen.
- Im Jahr 1985 wurde jedem Teilnehmer ein T-Shirt überreicht mit dem Aufdruck: „You haven’t run a marathon until you run Yonkers“ (Du hast keinen Marathon gelaufen bis Du den Yonkers gelaufen hast.)
- Im Jahr 1999 beteiligte sich der einzige Eliteläufer an der Veranstaltung. Der Sieger vom New-York-City-Marathon 1997 und 1998, John Kagwe, lief zur Vorbereitung für den Lauf 1999 beim Yonkers-Marathon den Halbmarathon und siegte in 1:04 Stunden mit einem bis in die Gegenwart gültigen Streckenrekord.

## Statistik

### Streckenrekorde
- Männer: 2:18:52,8 h, Ron Wayne (USA), 1974
- Frauen: 2:52:38 h, Janice Arenz (USA), 1981

### Meiste Siege
- Männer: 8 Siege John J. Kelley (USA), 1956–1963
- Frauen: 7 Siege Nina Kuscsik (USA), 1970 (io), 1972–1974, 1977–1979

### Siegerliste
Die Siegerliste enthält angesichts der hohen Bedeutung der Veranstaltung in den Anfangsjahren und hinsichtlich der nationalen Meisterschaften bis 1966 zahlreiche US-amerikanische Spitzenläufer. Danach handelt es sich bei den Siegern vorwiegend um lokale und regionale Läuferinnen und Läufer.
Die komplette Siegerliste ist nachzulesen auf der Website der ARRS.